# 哈雷特陨石坑
哈雷特陨石坑（Haret）是位于月球背面南半部一座较小的撞击坑，其名称取自亚美尼亚裔罗马尼亚籍天文学家暨数学家斯皮鲁·哈雷特（Spiru Haret，1851年-1912年），1970年被国际天文学联合会批准接受。

## 描述

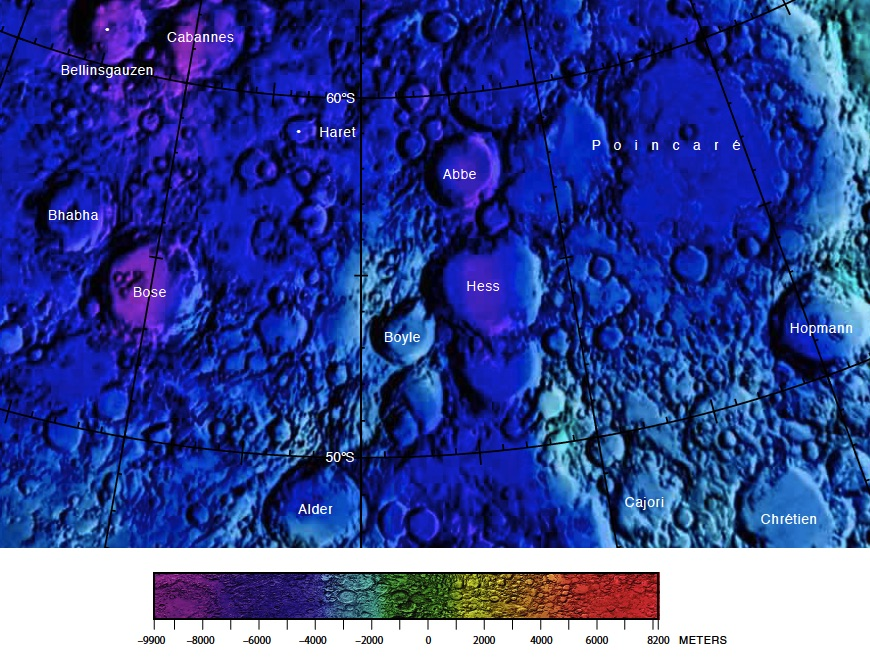
哈雷特陨石坑的周边，月球南极区附近详图（下为北）。

该陨坑位于西北偏西的阿贝环形山、东北的博斯环形山以及东南卡巴纳环形山三座更大的陨石坑中间，该区域月表虽然也分布有一些年轻的碗状撞击坑，但地形相对较平坦。
该陨坑中心月面坐标为58°46′S 176°11′W / 58.77°S 176.19°W，直径29.77公里，深度约2.01公里。
哈雷特陨石坑外观大体圆状，受侵蚀程度一般，坑壁虽有所磨损，但边沿轮廓仍较为清晰。沿东北和西南壁各横跨了一座小陨坑，北侧端坑壁则呈鞍状下凹。陨坑内侧壁平整、陡峭，环整个内壁底不远分布有一圈地堑或沟壑。它的坑壁最大高出周边地形910米，内部容积约604立方千米。坑底表面已被玄武岩熔岩淹没。从远处看，除西侧内坡底坐落了一对细小的陨坑外，坑内没有其它醒目的地貌结构。
在一些旧的月图中，该陨坑被标注为“斯皮鲁·哈雷特陨石坑”。

## 卫星陨石坑
按惯例，最靠近哈雷特陨石坑的卫星坑将在月图上以字母标注在它的中心点旁边。

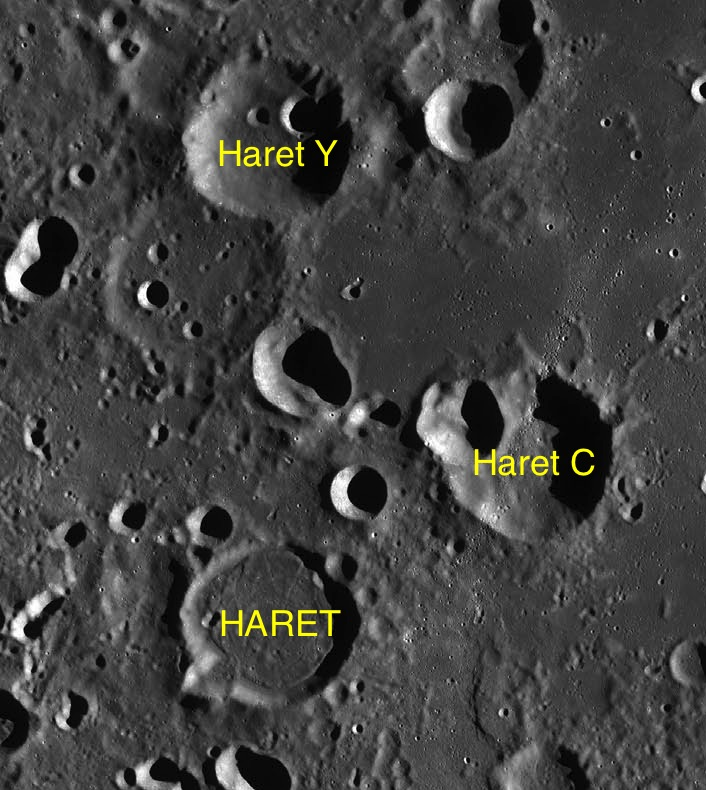
LAC-132 区域图

| 哈雷特 | 纬度    | 经度     | 直径    |
| ------ | ------- | -------- | ------- |
| C      | 57.2° S | 172.8° W | 30 公里 |
| Y      | 55.7° S | 175.5° W | 27 公里 |

- 卫星坑哈雷特 C约形成于酒海纪[4]。

## 另请参阅
- Andersson, L. E.; Whitaker, E. A. . NASA RP-1097. 1982.
- Blue, Jennifer. . USGS. July 25, 2007  [2007-08-05]. （原始内容存档于2012-04-08）.
- Bussey, B.; Spudis, P. . New York: Cambridge University Press. 2004. ISBN 978-0-521-81528-4.
- Cocks, Elijah E.; Cocks, Josiah C. . Tudor Publishers. 1995. ISBN 978-0-936389-27-1.
- McDowell, Jonathan. . Jonathan's Space Report. July 15, 2007  [2007-10-24]. （原始内容存档于2012-05-26）.
- Menzel, D. H.; Minnaert, M.; Levin, B.; Dollfus, A.; Bell, B. . Space Science Reviews. 1971, 12 (2): 136–186. Bibcode:1971SSRv...12..136M. doi:10.1007/BF00171763.
- Moore, Patrick. . Sterling Publishing Co. 2001. ISBN 978-0-304-35469-6.
- Price, Fred W. . Cambridge University Press. 1988. ISBN 978-0-521-33500-3.
- Rükl, Antonín. . Kalmbach Books. 1990. ISBN 978-0-913135-17-4.
- Webb, Rev. T. W.  6th revised. Dover. 1962. ISBN 978-0-486-20917-3.
- Whitaker, Ewen A. . Cambridge University Press. 1999. ISBN 978-0-521-62248-6.
- Wlasuk, Peter T. . Springer. 2000. ISBN 978-1-85233-193-1.